# 中国驻埃尔比勒总领事列表
本列表为中国驻伊拉克库尔德斯坦首府埃尔比勒总领事馆历任总领事名录。

## 历任中国驻埃尔比勒总领事

### 中华人民共和国驻埃尔比勒总领事（2014年至今）
2014年5月4日，中华人民共和国与伊拉克政府达成在埃尔比勒设立总领事馆的协议。同年12月30日，中国驻埃尔比勒总领事馆正式开馆。
| 姓名   | 任命 | 到任           | 递交任命书     | 免职 | 离任       | 领事职务 | 备注 | 备注 |
| ------ | ---- | -------------- | -------------- | ---- | ---------- | -------- | ---- | ---- |
| 谭邦林 |      | 2014年10月24日 |                |      | 2018年3月  | 总领事   |      |      |
| 倪汝池 |      | 2018年4月10日  | 2018年5月28日  |      | 2022年12月 | 总领事   |      |      |
| 刘军   |      | 2023年9月28日  | 2023年10月30日 | 现任 |            | 总领事   |      |      |